# Jakob Sillén (journalist)
För andra betydelser, se Jakob Sillén.
Jakob Sillén, född 12 september 1976 i Köping, är en svensk journalist.
Sillén är sedan 2009 chef för Radiosporten på Sveriges Radio. Dessförinnan var han sportchef på TT och tidigare reporter på TT, Vestmanlands Läns Tidning och Bärgslagsbladet.
Sillén växte upp i Köping i Västmanland.